# Myrmica obscurata
Myrmica obscurata är en myrart som beskrevs av Motschoulsky 1863. Myrmica obscurata ingår i släktet rödmyror, och familjen myror. Inga underarter finns listade i Catalogue of Life.